# Spritz
En Spritz Veneziano eller Aperol Spritz, även kallad bara Spritz, är en italiensk vinbaserad cocktail. Den serveras vanligtvis som aperitif i nordöstra Italien. Drinken består av prosecco, aperol och sodavatten.
En Spritz al Campari är en annan populär version av den italienska vinbaserade cocktailen. Denna variant består av Campari, prosecco och sodavatten.
Aperol Spritz blev mycket populär utanför Italien runt 2018. 2019 rankades den som världens nionde bästsäljande cocktail av webbplatsen Drinks International.

## Variationer
- Istrian Aperol Spritz - använder teranino (en likör gjord av Terrano-vin från Istrien i Kroatien) istället för aperol.